# Nazionale femminile di pallavolo dell'Australia
La nazionale femminile di pallavolo dell'Australia è una squadra asiatica ed oceaniana composta dalle migliori giocatrici di pallavolo dell'Australia ed è posta sotto l'egida della Federazione pallavolistica dell'Australia.

## Rosa
| N° | Nome            | Ruolo | Data di nascita   | Squadra            |
| -- | --------------- | ----- | ----------------- | ------------------ |
| 3  | Mikaela Stevens | P     | 11 luglio 1998    | NSW                |
| 4  | Caitlin Tipping | O     | 16 novembre 2000  | Linköpings         |
| 7  | Alexia Zammit   | P     | 6 novembre 2004   | WA                 |
| 8  | Allysha Sims    | P     | 16 agosto 2002    | -                  |
| 9  | Sarah Burton    | O     | 20 dicembre 2002  | -                  |
| 11 | Cassandra Dodd  | C     | 12 marzo 2004     | -                  |
| 12 | Lauren Cox      | C     | 23 agosto 2004    | Orléans            |
| 14 | Caitlin Whincup | S     | 21 gennaio 2005   | WA                 |
| 19 | Kasey Hogan     | S     | 5 giugno 2003     | UN Reno            |
| 20 | Cameron Zajer   | S     | 27 febbraio 2006  | Adelaide Storm     |
| 21 | Emma Burton     | L     | 15 settembre 1997 | Queensland Pirates |
| 23 | Ella Schabort   | S     | 25 maggio 2005    | Binghamton         |
| 25 | Kara Inskip     | C     | 29 dicembre 2000  | LiigaPloki         |
| 26 | Elysse Hislop   | C     | 14 febbraio 1999  | WA                 |

## Risultati

### Competizioni FIVB
| 1964 | non qualificata | -            |
| 1968 | non qualificata | -            |
| 1972 | non qualificata | -            |
| 1976 | non qualificata | -            |
| 1980 | non qualificata | -            |
| 1984 | non qualificata | -            |
| 1988 | non qualificata | -            |
| 1992 | non qualificata | -            |
| 1996 | non qualificata | -            |
| 2000 | 9º posto        | Convocazioni |
| 2004 | non qualificata | -            |
| 2008 | non qualificata | -            |
| 2012 | non qualificata | -            |
| 2016 | non qualificata | -            |
| 2020 | non qualificata | -            |
| 2024 | non qualificata | -            |

| 1952 | non qualificata | -            |
| 1956 | non qualificata | -            |
| 1960 | non qualificata | -            |
| 1962 | non qualificata | -            |
| 1967 | non qualificata | -            |
| 1970 | non qualificata | -            |
| 1974 | non qualificata | -            |
| 1978 | non qualificata | -            |
| 1982 | 12º posto       | Convocazioni |
| 1986 | non qualificata | -            |
| 1990 | non qualificata | -            |
| 1994 | non qualificata | -            |
| 1998 | non qualificata | -            |
| 2002 | 21º posto       | Convocazioni |
| 2006 | non qualificata | -            |
| 2010 | non qualificata | -            |
| 2014 | non qualificata | -            |
| 2018 | non qualificata | -            |
| 2022 | non qualificata | -            |

### Competizioni AVC
| 1975 | 4º posto  | Convocazioni |
| 1979 | 4º posto  | Convocazioni |
| 1983 | 7º posto  | Convocazioni |
| 1987 | 7º posto  | Convocazioni |
| 1989 | 7º posto  | Convocazioni |
| 1991 | 6º posto  | Convocazioni |
| 1993 | 10º posto | Convocazioni |
| 1995 | 6º posto  | Convocazioni |
| 1997 | 7º posto  | Convocazioni |
| 1999 | 6º posto  | Convocazioni |
| 2001 | 6º posto  | Convocazioni |
| 2003 | 9º posto  | Convocazioni |
| 2005 | 10º posto | Convocazioni |
| 2007 | 8º posto  | Convocazioni |
| 2009 | 9º posto  | Convocazioni |
| 2011 | 10º posto | Convocazioni |
| 2013 | 9º posto  | Convocazioni |
| 2015 | 9º posto  | Convocazioni |
| 2017 | 10º posto | Convocazioni |
| 2019 | 9º posto  | Convocazioni |
| 2023 | 8º posto  | Convocazioni |

| 2008 | 7º posto        | Convocazioni |
| 2010 | non qualificata | -            |
| 2012 | non qualificata | -            |
| 2014 | non qualificata | -            |
| 2016 | non qualificata | -            |
| 2018 | 7º posto        | Convocazioni |
| 2022 | 8º posto        | Convocazioni |

| 2022 | non qualificata | -            |
| 2023 | 6º posto        | Convocazioni |
| 2024 | 4º posto        | Convocazioni |
| 2025 | 7º posto        | Convocazioni |

### Competizioni estinte
| 1993 | non qualificata | -            |
| 1994 | non qualificata | -            |
| 1995 | non qualificata | -            |
| 1996 | non qualificata | -            |
| 1997 | non qualificata | -            |
| 1998 | non qualificata | -            |
| 1999 | non qualificata | -            |
| 2000 | non qualificata | -            |
| 2001 | non qualificata | -            |
| 2002 | non qualificata | -            |
| 2003 | non qualificata | -            |
| 2004 | non qualificata | -            |
| 2005 | non qualificata | -            |
| 2006 | non qualificata | -            |
| 2007 | non qualificata | -            |
| 2008 | non qualificata | -            |
| 2009 | non qualificata | -            |
| 2010 | non qualificata | -            |
| 2011 | non qualificata | -            |
| 2012 | non qualificata | -            |
| 2013 | non qualificata | -            |
| 2014 | 27º posto       | Convocazioni |
| 2015 | 24º posto       | Convocazioni |
| 2016 | 27º posto       | Convocazioni |
| 2017 | 26º posto       | Convocazioni |

| 2018 | 5º posto        | Convocazioni |
| 2019 | non qualificata | -            |
| 2022 | non qualificata | -            |
| 2023 | non qualificata | -            |
| 2024 | non qualificata | -            |